# بيمان كشاورزي
بيمان كشاورزي (بالفارسية: پیمان کشاورزی) (6 مارس 1995 بشبستر في إيران - ) هو لاعب كرة قدم إيراني في مركز الوسط. لعب مع نادي تراكتور سازي.
بدأ في أكاديمية فريق تراكتور سازي الإيراني ، قبل أن يتم ترقيته إلى الفريق الأول في عام 2014. لعب مباراة واحدة للفريق الأول ، قبل الانضمام إلى ماشين سازي في عام 2016. في المجموع ، أمضى 5 سنوات في اللعب في إيران مع تراكتور سازي وماشين سازي واستقلال أهواز وغسترش فولاد ، قبل الانضمام إلى فريق سومقاييت الأذربيجاني في عام 2019. انضم إلى سابيل في يونيو 2020.
في 16 مارس 2021 ، عاد للانضمام إلى شركة تراكتور سازي.

## روابط خارجية
- پیمان کشاورزی نظرلو على موقع قاعدة بيانات كرة القدم.إي يو (الإنجليزية)
- پیمان کشاورزی نظرلو على موقع بيانات كرة القدم. دي إي (الألمانية)
- پیمان کشاورزی نظرلو على موقع Soccerway.com (الإنجليزية)
- پیمان کشاورزی نظرلو على موقع عالم كرة القدم.نت (الإنجليزية)
- پیمان کشاورزی نظرلو على موقع كووورة